# Манега
Манега — река в России, протекает в Вологодском районе Вологодской области. Устье реки находится в 74 км по левому берегу реки Вологда. Длина реки составляет 11 км.
Исток Манеги находится к востоку от деревни Обухово (Кубенское сельское поселение) и в 22 км к северо-западу от Вологды.
Генеральное направление течения — юг, крупнейшие притоки — Спасская и Крутец (оба — левые). На берегах реки — деревня Дуброво (левый берег) и несколько нежилых деревень. Манега впадает в Вологду 10 километрами выше села Молочное.

## Данные водного реестра
По данным государственного водного реестра России относится к Двинско-Печорскому бассейновому округу, водохозяйственный участок реки — Северная Двина от начала реки до впадения реки Вычегда, без рек Юг и Сухона (от истока до Кубенского гидроузла), речной подбассейн реки — Сухона. Речной бассейн реки — Северная Двина.
Код объекта в государственном водном реестре — 03020100312103000006400.